# Procès de Jeanne d'Arc (film)
Pour le procès de Jeanne d'Arc, voir Jeanne d'Arc#Procès.
Pour les articles homonymes, voir Jeanne d'Arc (homonymie).
Pour plus de détails, voir Fiche technique et Distribution.
Procès de Jeanne d'Arc est un film de procès français de Robert Bresson sorti en 1962.

## Synopsis
« Capturée par des soldats français du parti adverse devant Compiègne puis vendue aux Anglais, Jeanne d'Arc est emprisonnée depuis plusieurs mois dans une chambre du château de Rouen. Elle comparaît devant un tribunal composé presque exclusivement de membres de l'université anglophile de Paris, présidé par l'évêque Cauchon »

— Résumé officiel du film.

## Fiche technique
- Réalisation : Robert Bresson
  - Assistants réalisateurs : Serge Roullet et Marcel Ugols
- Scénario : Robert Bresson
- Musique : Francis Seyrig
- Genre : drame
- Durée : 65 minutes
- Date de sortie : 1962 (Festival de Cannes)

## Distribution
- Florence Delay : Jeanne d'Arc (créditée sous le nom de Florence Carrez)
- Jean-Claude Fourneau : évêque Pierre Cauchon
- Roger Honorat : Jean Beaupère
- Marc Jacquier : Jean Lemaitre
- Jean Gillibert : Jean de Chatillon
- Michel Herubel : frère Isambert de la Pierre
- André Régnier : Jean d'Estivet
- Arthur Le Bau : Jean Massieu
- Marcel Darbaud : Nicolas de Houppeville
- Philippe Dreux : frère Martin Ladvenu
- Paul-Robert Mimet : Guillaume Erard
- Gérard Zingg : Jean-Lohier

## Distinctions
- Prix spécial du jury (ex æquo avec L'Éclipse de Michelangelo Antonioni) au Festival de Cannes 1962[2]
- Prix de l'Office catholique international du cinéma (OCIC), Festival de Cannes 1962
- Prix du Meilleur Film pour la Jeunesse